# Adel Kachermi
Adel Kachermi est un ancien chanteur et acteur français né le 2 décembre 1975 à Longjumeau, en banlieue parisienne. Il a notamment fait partie du boys band français 2Be3.

## Jeunesse
Adel Kachermi grandit à Longjumeau, dans l'Essonne. C'est pendant son enfance qu'il rencontre Frank Delay. Plus tard, au collège Louis Pasteur de Longjumeau, ils font tous les deux connaissance de Filip Nikolic. C'est à cette période qu'ils vont faire le projet de réussir ensemble en créant un groupe de musique et de danse, ils ne se doutent alors pas encore du succès qui les attend. En 1990, en compagnie de Filip Nikolic, Frank Delay et deux autres amis, il forme le groupe 2Be3.

## Succès avec les 2Be3
En 1996, il rencontre le succès avec les 2Be3, à travers notamment le tube Partir un jour, vendu à plus d'un million d'exemplaires. Ensuite les choses s’enchaînent pour Adel Kachermi et ses amis : en 1998, il entre au Musée Grévin à Paris, et se voit remettre la médaille de la jeunesse et des sports par Marie-Georges Buffet. En 1999, il joue son propre rôle dans le film Jet Set.
Le groupe a vendu plus de cinq millions de disques entre 1996 et 2001.

## Après 2Be3
Entre 2001 et 2005, il travaille dans l'événementiel de luxe et produit notamment La Musique fait son cinéma au Théâtre des champs Élysées.
En 2006, il crée sa propre société, Akcess, et devient représentant commercial pour des sociétés de location de jets privés.
En 2011, il crée avec l'aide d'un associé Akcess Private Office, une société de conciergerie de luxe basée à Genève, spécialisée dans la location de jets privés.

## Vie privée
Adel est père d'un garçon, Idryss, né en 2001 et d'une fille, Marie, née en décembre 2009 .

## Filmographie

### Télévision
1997 : Pour être libre (Série TV et sitcom des 2Be3) : Adel (Son propre rôle)

### Cinéma
2000 : Jet Set, comédie de Fabien Onteniente : Lui-même